# ألتين هوكسها
ألتين هوكسها (بالألبانية: Altin Hoxha‏) هو لاعب كرة قدم ألباني في مركز الوسط، ولد في 21 أكتوبر 1990 في دراس في ألبانيا. شارك مع منتخب ألبانيا تحت 21 سنة لكرة القدم. أما مع النوادي، فقد لعب مع نادي تيوتا دورس.

## وصلات خارجية
- ألتين هوكسها على موقع الاتحاد الأوربي (الإنجليزية)
- ألتين هوكسها على موقع قاعدة بيانات كرة القدم.إي يو (الإنجليزية)
- ألتين هوكسها على موقع Soccerway.com (الإنجليزية)